# Domnall Mór
Domnall Mór  Ó Cellaigh (mort en 1221), est le 1re roi d'Uí Maine issu de la lignée des Ó Ceallaigh (anglicisé en  O' Kellys). Il règne jusqu'à sa mort en 1221.

## Contexte
Bien qu'il soit considéré comme le fondateur de la lignée médiévale royale des Ua Cellaigh ou Ó Cellaigh, le règne de Domnall  Mór est l'un des plus obscurs des rois d'Uí Maine. Le royaume n'est qu'indirectement mentionné dans les Annales à l'occasion des conflits de succession endémique des Ua Conchobair du royaume de Connacht et de l'implantation des Anglo-Irlandais à l'ouest du Shannon. Les Annales de Connacht ne relèvent que sa mort en 1224; l'année où elles commencent.

## Famille et postérité
Sa notoriété posthume est liée au fait que Domnall Mór est considéré dans les généalogie postérieures comme celle du  Trinity College Dublin comme l'ancêtre des roi des différentes lignées Uí Cellaigh Uí Maine et peut-être également de la famille des Mac Eochadha (anglicisé en Keogh). Domnall Mór épouse Dubh Cobhlaigh Ní Briain, une fille du roi  Domnall Mór roi de Thomond (mort en 1194). Selon les généalogies postérieures il serait de ce fait le beau-frère du baron Richard de Bourg, qui commence l'implantation de château dans le Connacht vers 1237.
Les enfants de Domnall Mór et de Dubh Cobhlaigh comprennent quatre fils:
- Conchobar mac Domnaill Móir 2e roi d'Ui Maine.
- Tomás (1263) évêque de Clonfert et père du tánaiste Siacas (c'est-à-dire : Jacques) mort en 1289
- Eógan, le 3e fils et le grand-père de Ruaidhrí mac Mathghamhna et l'ancêtre du  Clann Maince Eoghain, qui donne son nom à la baronnie de Clanmacnowen, dont les chefs seront des vassaux semi-indépendants de la lignée aînée des Ua Cellaigh.
- Lochlann père d'Áed lui-même père du tánaiste (?) Donnchad mort en 1340

Enfin un fils cadet putatif :
- Diarmaid, serait l'ancêtre de la famille Mac Eochadha (Keogh) de Maigh Finn (actuel Taughmaconnell). Ce nom se porte encore dans le comté de Roscommon et le comté de Galway.

## Sources
- (en) T.W Moody, F.X. Martin et F.J. Byrne, A New History of Ireland IX Maps, Genealogies, Lists. A companion to Irish History part II, Oxford, Oxford University Press, 2011, 690 p. (ISBN 978-0-19-959306-4).